# Fuga in tacchi a spillo
Fuga in tacchi a spillo (Hot Pursuit) è un film del 2015 diretto da Anne Fletcher, con protagoniste Reese Witherspoon e Sofía Vergara.

## Trama
Rose Cooper è una giovane ragazza che è cresciuta accanto al padre poliziotto, dopo la sua morte diventa anche lei un'agente di polizia. Lei, sempre ligia nel rispetto delle regole è nota nella sua stazione di polizia dopo un colpo di taser partito accidentalmente nei confronti del figlio del sindaco, da qui il termine "cooperata" con cui al distretto sono soliti etichettare le sciocchezze commesse da agenti. Un giorno le viene assegnato l'incarico di scortare fino a Dallas Daniella Riva, moglie del pentito boss del narcotraffico del clan di Cortèz. 
Presto però l'agente Cooper e Daniella si ritroveranno coinvolte in una storia molto complicata.

## Distribuzione
Il film è stato distribuito nelle sale cinematografiche statunitensi l'8 maggio 2015, mentre in quelle italiane il 18 giugno dello stesso anno e successivamente trasmesso in TV su Tele A.

## Riconoscimenti
- 2015 - Teen Choice Awards[2]
  - Candidatura per la miglior attrice in un film commedia a Reese Witherspoon
  - Candidatura per la miglior intesa in un film a Reese Witherspoon e Sofía Vergara
  - Candidatura per il miglior bacio in un film a Reese Witherspoon e Sofía Vergara
  - Candidatura per la miglior crisi isterica a Reese Witherspoon